# Venezaleurodes pisoniae
Venezaleurodes pisoniae là một loài côn trùng cánh nửa trong họ Aleyrodidae, phân họ Aleyrodinae.
Venezaleurodes pisoniae được Russell miêu tả khoa học đầu tiên năm 1967.